# OS/2
OS/2 este un sistem de operare pe calculator, inițial creat de Microsoft și IBM, dar mai târziu dezvoltat doar de IBM.  Numele este un acronim pentru „Sistem de operare/2” (engleză: „Operating System/2”), pentru că a fost introdus ca software pentru a doua generație de calculatoare personale produse de IBM (engleză: „Personal System/2”, prescurtat PS/2).
OS/2 nu mai este comercializat de către IBM, suportul standard IBM pentru OS/2 fiind întrerupt pe 31 decembrie 2006. În prezent, Serenity Systems International vinde OS/2 sub eticheta eComStation.